# Østtimors flag
Østtimors flag består af en rød dug hvorpå der ud for stangsiden er placeret en gul trekant og ovenpå denne igen en sort trekant. Der er placeret en hvid femtakket stjerne i den sorte trekant. Den sorte trekant strækker sig en tredjedel ud i flagdugen, mens den gule trekant når ud til midten af flagdugen.
Flaget er beskrevet i sektion 15 i Østtimors grundlov. Her bestemmes også flagets symbolik. Efter grundloven står gult for sporene efter kolonialismen. Sort står for obskurantisme, noget som må bekæmpes. Rødt symboliserer kampen for national selvstændighed. Hvidt står for fred. Stjernen repræsenterer det ledende lys ifølge den officielle forklaring nedfældet i grundloven. Flaget er i størrelsesforholdet 1:2.
Østtimors flag benyttes i samme udformning som nationalflag, koffardiflag, og statsflag og orlogsgøs, både på land og til søs.
Østtimors flag er baseret på flaget som blev hejst i den korte selvstændighedsperiode i 1975. Det er baseret på partifarverne og flaget til frihedsbevægelsen FRETILIN. Østtimors flag måtte vige for Indonesiens flag under besættelsen frem til 1999. Derefter var Østtimor under administration af FN og FN-flaget vajede over landet. Østtimors flag blev igen taget i brug i 2002. Fra natten til Østtimors uafhængighedsdag, 20. maj 2002, blev FN's flag taget ned og erstattet af flaget for det uafhængige Østtimor.